# Gaultheria serrata
Gaultheria serrata är en ljungväxtart som först beskrevs av José Mariano da Conceição Vellozo och som fick sitt nu gällande namn av Hermann Sleumer.
Gaultheria serrata ingår i släktet Gaultheria och familjen ljungväxter. Utöver nominatformen finns också underarten Gaultheria serrata organensis.